# Hayden Szeto
Hayden Chun Hay Szeto (kinesiska: 司徒頌曦), född 11 september 1985 i Vancouver i British Columbia, är en kanadensisk skådespelare med rötter ifrån Hongkong. Han är bland annat känd för rollen som Erwin Kim i dramakomedifilmen The Edge of Seventeen (2016). År 2017 spelade han dessutom rollen som Ken Luang i NBC:s komediserie The Good Place.

## Biografi
Hayden Szeto föddes i Vancouver, British Columbia, och växte därefter upp i staden Richmond i samma provins. Fadern Nigel Szeto arbetar som målare, och farfadern Kei Szeto arbetade som skulptör. Han hade också en gammelfarfar, Szeto Mei, som var poet. Hayden Szeto studerade på sociologiprogrammet på Kwantlen Polytechnic University, för att sedan påbörja studier på New York Film Academy, där han tog examen under år 2011.

## Karriär
År 2016 fick Hayden Szeto sitt stora genombrott som skådespelare, då han spelade rollen som Erwin Kim i Kelly Fremon Craigs coming of age/dramakomedifilm The Edge of Seventeen, där han bland annat spelar mot Hailee Steinfeld. Han medverkade därefter i två stycken avsnitt av NBC:s komediserie The Good Place (säsong 2), där han spelar rollen som den buddhistiska munken Ken Luang.
Den 24 maj 2017 fick Hayden Szeto rollen som Brad Chang i den Blumhouseproducerade thrillerfilmen Truth or Dare. Filmen hade biopremiär den 13 april 2018.

## Filmografi (i urval)

### Filmer
- 2016 – The Edge of Seventeen
- 2018 – Truth or Dare
- 2020 – Tigertail
- 2021 – Ja-dagen
- 2022 – Sex Appeal

### TV-serier
- 2017 – The Good Place (TV-serie)
- 2018 – Lodge 49 (TV-serie)
- 2019 – Arrested Development (TV-serie)
- 2019 – The Good Doctor (TV-serie)
- 2019 – What We Do in the Shadows (TV-serie)
- 2019 – Magnum P.I. (TV-serie)